# Tomakivske, Nikopol
Tomakivske (în ucraineană Томаківське) este un sat în comuna Krînîciuvate din raionul Nikopol, regiunea Dnipropetrovsk, Ucraina.

## Demografie
Componența lingvistică a localității Tomakivske
     Ucraineană (92%)
     Rusă (8%)
Conform recensământului din 2001, majoritatea populației localității Tomakivske era vorbitoare de ucraineană (92%), existând în minoritate și vorbitori de rusă (8%).